# Chicago Trophy
El Chicago Trophy fue un torneo amistoso de fútbol que tuvo lugar en verano de 2007 en el estadio Soldier Field de Chicago. Aunque inicialmente estaba previsto que el tuviese continuidad, hasta la fecha sólo se ha celebrado una única edición, ganada por el Wisla de Cracovia.

## Formato
En el torneo toman parte cuatro equipos, de modo que cada participante en el torneo, juega dos partidos. Es un formato de liguilla. El equipo con más puntos al final del torneo, gana el Chicago Trophy.

## El Chicago Trophy 2007
El torneo se celebró el viernes 27 de julio y el domingo 29 con cuatro participantes: el Sevilla, el Wisla de Cracovia de Polonia, el Club Deportivo Toluca de México y el Reggina de Italia.
|                | Viernes, 27 de julio |                |
| -------------- | -------------------- | -------------- |
| Reggina Calcio | 1:1                  | Wisła Cracovia |
| Sevilla FC     | 1:0                  | Club Toluca    |

|                | Domingo, 29 de julio |                |
| -------------- | -------------------- | -------------- |
| Reggina Calcio | 0:2                  | Club Toluca    |
| Sevilla FC     | 0:1                  | Wisła Cracovia |